# بطولة آسيا تحت 16 سنة لكرة القدم 1985
بطولة آسيا تحت 16 سنة لكرة القدم 1985 هي النسخة الأولى من بطولة آسيا للناشئين التي يشرف على تنظيمها الاتحاد الآسيوي لكرة القدم. كانت المسابقة بمثابة تصفيات مؤهلة لنهائيات كأس العالم تحت 16 سنة في الصين حيث صعد طرفي النهائي.

## النتائج
ملاحظة نتائج المباريات غير مكتملة.
مرحلة المجموعات
| العراق | 1–0 | الصين |
| ------ | --- | ----- |
|        |     |       |

| العراق | 1–0 | اليمن الجنوبي |
| ------ | --- | ------------- |
|        |     |               |

| العراق | 0–1 | تايلاند |
| ------ | --- | ------- |
|        |     |         |

نصف النهائي
| العراق | 0–1 | قطر |
| ------ | --- | --- |
|        |     |     |

مباراة المركز الثالث
| العراق | 1–0 | تايلاند |
| ------ | --- | ------- |
|        |     |         |

النهائي
| قطر | 3–4 | السعودية |
| --- | --- | -------- |
|     |     |          |

## الفائز
| بطولة آسيا تحت 16 سنة لكرة القدم 1985 |
| ------------------------------------- |
| · السعودية · للمرة أول                |

## المنتخبات المتأهلة إلىبطولة العالم تحت 16 سنة لكرة القدم 1985
- السعودية
- قطر
- الصين (مستضيف بطولة العالم تحت 16 سنة 1985)

## روابط خارجية
- كووورة